# Knödelbrot

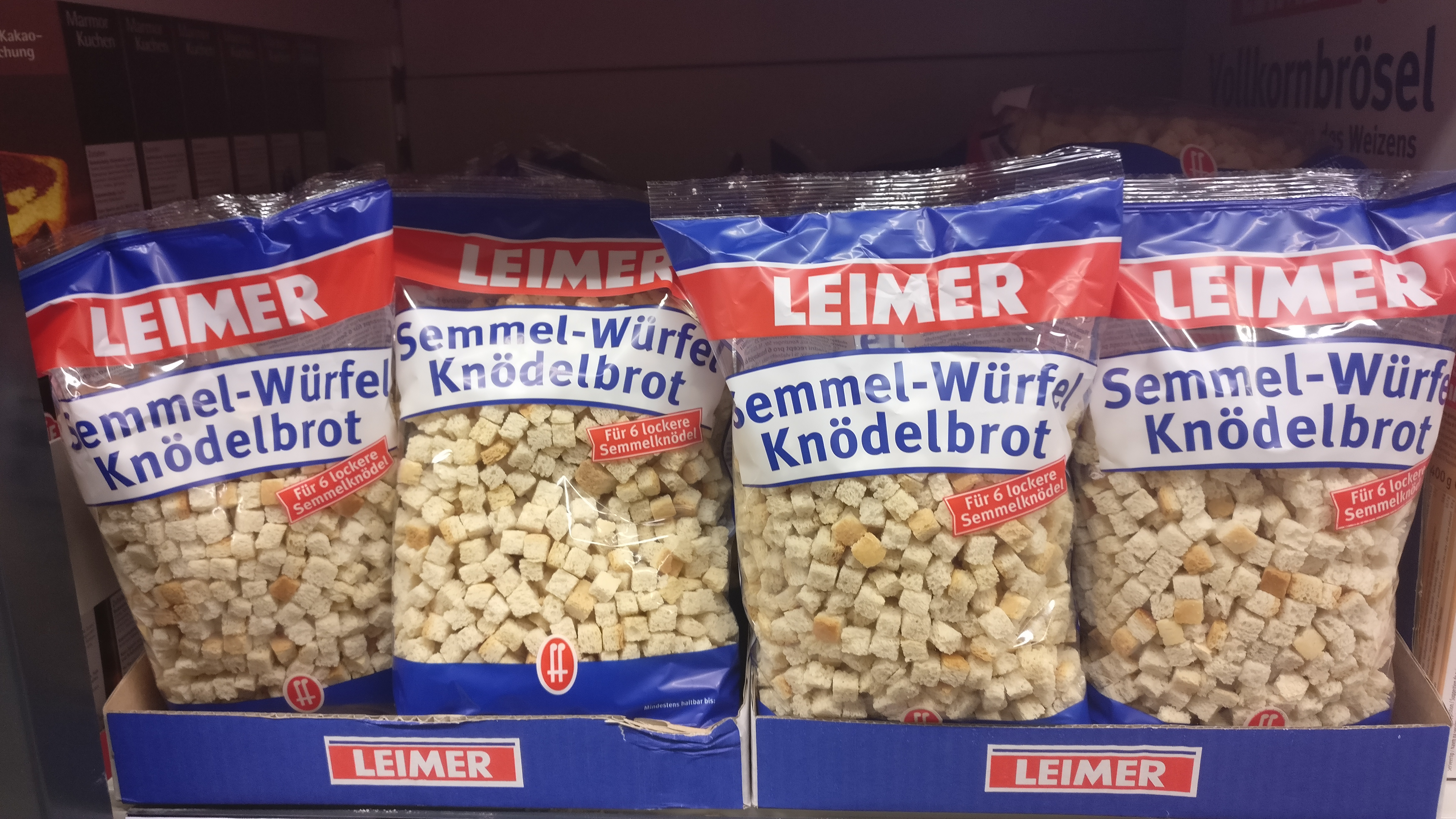
Knödelbrot aus Semmelwürfeln

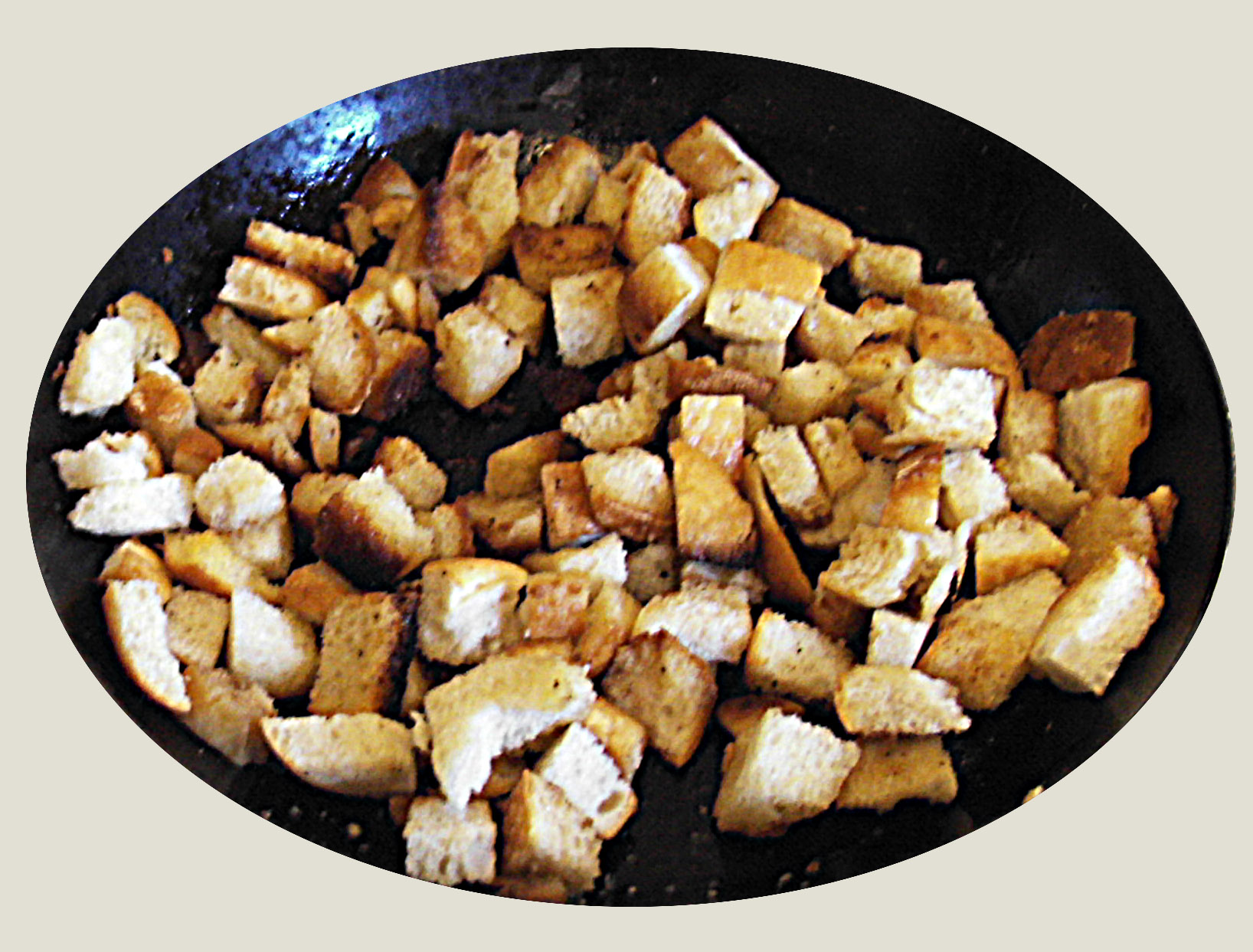
Semmelwürfel

Knödelbrot (auch Semmelwürfel oder fränkisch: Breggerla) bezeichnet zerkleinerte Weißgebäcke, die in der Küche für die Herstellung von Knödeln verwendet werden. Die Bezeichnung kommt vor allem im süddeutschen Raum vor. Bei der industriellen Herstellung wird originalverpacktes oder einwandfreies Weißgebäck, das der unmittelbaren Berührung durch den Käufer nicht zugänglich gewesen ist, verwendet.